# 330

## Události
- Konstantin I. Veliký přenesl sídlo své vlády do nově v město přebudované osady Byzantion, kterou nechal nazvat Nova Roma („Nový Řím“) a po císařově smrti (337) byla přejmenována na Konstantinopolis  („Konstantinovo město“). Stala se druhým hlavním městem Římské říše (po samotném Římě) a později hlavním městem říše Východořímské (Byzantské), která zanikla roku 1453, čímž skončil středověk.

## Narození
- Ammianus Marcellinus, římský historik († asi 395, nejpozději 400)
- Basileios Veliký – řecký raně křesťanský teolog

## Hlavy států
- Papež – Silvestr I. (314–335)
- Římská říše – Constantinus I. (306–337)
- Perská říše – Šápúr II. (309–379)
- Kušánská říše – Šaka (305–335)